# سلطان کوسن
سلطان کوسَن (ترکی استانبولی: Sultan Kösen؛ زاده ۱۰ دسامبر ۱۹۸۲ در شهر ماردین ترکیه)،  است. او صاحب رکورد بلندترین مرد زنده دنیا با ۲ متر و ۵۱ سانتی است. او اصالت کرد دارد . رکورد او در کتاب رکوردهای گینس نیز ثبت شده‌است. او همچنین دارای رکورد بلندترین دست دنیا با اندازه ۲۷٫۵ سانتی‌متر می‌باشد. همسرش مروه دیبو که او نیز از اعراب سوریه است با قد ۱۶۹ سانتی‌متر، تا کمر شوهرش می‌رسد.
دلیل رشد بیش از حد او وجود نوعی تومور در غده هیپوفیز می‌باشد. رشد بیش از حد قد او باعث شده‌است برای راه رفتن از عصا استفاده کند.
والدین و برادران و خواهران او همگی دارای قد معمولی هستند. او به دلیل قد بلندش نتوانست تحصیلاتش را تکمیل کند و به عنوان یک کشاورز در حال فعالیت است.

## درمان
در ابتدای سال ۲۰۱۰ با توجه به اینکه رشد قد او متوقف نشده بود، درمان خود را در دانشکده پزشکی ویرجینیا آغاز کرد. پزشکان تشخیص دادند که درمان هیپوفیز او به مدت دو سال نیازمند پیگیری است تا اینکه در ماه مارس سال ۲۰۱۲ اعلام شد که رشد قد او متوقف شده‌است.

## رکورد
در ۲۵ اوت ۲۰۰۹ گینس قد او را در کشورش ۲ متر ۴۷ سانتی‌متر ثبت کرد. اما طبق اندازه‌گیری مجدد قد او در ۹ فوریه سال ۲۰۱۱ قد او به ۲ متر ۵۱ سانتی‌متر افزایش یافت. او همچنین دارای رکورد بلندترین دست دنیا با اندازه ۲۷٫۵ سانتی‌متر می‌باشد.